# Pluviasilva
Pluviasilva is een geslacht van rechtvleugeligen uit de familie sabelsprinkhanen (Tettigoniidae). De wetenschappelijke naam van dit geslacht is voor het eerst geldig gepubliceerd in 2000 door Naskrecki.

## Soorten
Het geslacht Pluviasilva omvat de volgende soorten:
- Pluviasilva levis Naskrecki, 2000
- Pluviasilva mexicana Naskrecki, 2000